# Ivan Komnen (domestikos tōn scholōn)
Ivan Komnen (grčki Ἰωάννης Κομνηνός, Iōannēs Komnēnos; o. 1015. – 12. srpnja 1067.) bio je bizantski plemić, kouropalatēs, domestikos tōn scholōn i vojni zapovjednik; sin patrikiosa Manuela Erotika Komnena (Μανουήλ Ἐρωτικός Κομνηνός) i njegove supruge nepoznata imena te mlađi brat cara Izaka I. Komnena, koji je vladao vrlo kratko. Ivanova je žena bila plemkinja Ana Dalazena (kći službenika Aleksija Charona); ovo su njihova djeca:
- Manuel Komnen (kouropalates)
- Marija Komnena
- Izak Komnen (brat Aleksija I.)
- Eudokija Komnena
- Teodora Komnena
- Aleksije I. Komnen[1] — suprug Irene Duke te car Bizantskog Carstva
- Adrijan Komnen
- Nikefor Komnen (brat Aleksija I.)

Ana i Ivan su umrli kao redovnica i redovnik te su bili preci Dinastije Komnen, koja je vladala Bizantom i Trapezuntom.